# Amblyseius dahliae
Amblyseius dahliae (лат.) — вид паразитиформных клещей рода Amblyseius из семейства Phytoseiidae (Mesostigmata). Мелкие свободноживущие хищные клещи длиной менее 1 мм. Индия (Западная Бенгалия). От близких видов отличается следующими признаками: конической формой сперматеки с вытянутым трубчатым каликсом, не расширеным в атриуме, подвижный палец с четырьмя обращенными назад зубцами (у близкого вида Amblyseius bengalensis их пять); Z4 зубчатые; все три макросеты на IV паре ног на равные по длине; дорзум гладкий. Дорсальный диск длиной 338–350  мкм, шириной 220–225 мкм. Дорсальные щетинки заострённые (заднебоковых щетинок PL 3 пары, а переднебоковых AL — 2 пары). Дорсальный щит склеротизирован. Вид был впервые описан в 2017 году. Название происходит от латинского имени растения рода георгины sp. (Dahlia, семейство Астровые), на котором была собрана типовая серия.